# Округ Петис (Мисури)
Петис (енгл. Pettis County) је округ у америчкој савезној држави Мисури.

## Демографија
По попису из 2010. године број становника је 42.201, што је 2.798 (7,1%) становника више него 2000. године.
| Група             | 2000.          | 2010.          |
| Белци             | 35.810 (90,9%) | 36.701 (87,0%) |
| Афроамериканци    | 1.197 (3,0%)   | 1.264 (3,0%)   |
| Азијати           | 154 (0,4%)     | 253 (0,6%)     |
| Хиспаноамериканци | 1.527 (3,9%)   | 3.046 (7,2%)   |
| Укупно            | 39.403         | 42.201         |